# Tækkemand
Tækkemand er betegnelsen for den person, der lægger tage af tækkerør eller halm på huse. Før i tiden skelnede man imellem rørtage og stråtage (halm). Der bruges ikke halm i dag, undtagen på museer, men betegnelsen stråtag bliver i dag brugt om huse tækket med tækkerør.
Ofte ses det, at erhvervet går i arv – dvs. sønnerne overtager farens arbejde. 
Det var først i 2000, at der i Danmark blev udformet en decideret anerkendt uddannelse for faget.
Før ca. 1960 var det meget almindeligt, at tækkemandshvervet blot var en bibeskæftigelse. Der har dog også altid været ganske få fuldtidstækkemænd i ældre tid. Selvom der allerede omkring 1500-tallet blev tradition for at oprette laug i andre fag, var det først i starten af 1980'erne at der blev etableret tækkemandslaug i Danmark.
Siden år 2000 da tækkefaget blev anerkendt har det været muligt at få en tækkemandsuddannelse på samme måde som andre håndværksfag.
Det er Dansk Tækkemandslaug der igennem Dansk Byggeri har ansvaret for uddannelsen.